# Latino Galasso
Latino Galasso (Zara, 25 agosto 1898 – Rovereto, 29 luglio 1949) è stato un canottiere italiano, medaglia di bronzo nella gara di otto con nel Canottaggio ai Giochi olimpici di Parigi 1924, era il timoniere dell'armo azzurro.

## Biografia
Fece parte della società Canottieri Diadora di Zara (allora provincia del Regno d'Italia) e vinse la medaglia olimpica ai Giochi di Parigi 1924 insieme al milanese Giuseppe Crivelli e ai suoi concittadini Pietro Ivanov, Vittorio Gliubich, Bruno Sorich,  Carlo Toniatti e i tre Cattalinich.

## Palmarès
| Anno | Manifestazione  | Sede   | Evento   | Risultato |
| ---- | --------------- | ------ | -------- | --------- |
| 1924 | Giochi olimpici | Parigi | Otto con | Bronzo    |